# Bittacomorphella gongshana
Bittacomorphella gongshana is een muggensoort uit de familie van de glansmuggen (Ptychopteridae). De wetenschappelijke naam van de soort werd voor het eerst geldig gepubliceerd in 2012 door Kang, Wang en Yang.